# A Little Happiness
A Little Happiness är det första studioalbumet av den amerikanska singer/songwritern Aimee Allen. Albumet släpptes den 21 juli 2009. Med detta debutalbum tar Aimee Allen steget över till popgenren från hennes tidigare material i pop/rock/punk- stil med Scott & Aimee och outgivet material.
Från albumet har i nuläget en singel släppts, On Vacation, som kom ut den 23 juni 2009.  
Silence is Violence och A Little Happiness är remakes från Aimee Allens första, outgivna, skiva I'd Start a Revolution. Låtarna Silence is Violence och Crazy är dessutom re- makes från Scott & Aimee's skiva Sitting in a Tree. Spåren Save Me och Santeria är covers på låtar av Unwritten Law respektive Sublime. Aimee var dock med och skrev Save Me tillsammans med Scott Russo och Linda Perry.

## Låtförteckning

### A Little Happiness
1. Change In Weather (A. Allen, M. Raylo, T. Dicandia) - 2:59
2. Save Me (A. Allen, L. Perry, S. Russo) - 4:04
3. On Vacation (A. Allen, L. Piane) - 3:20
4. Crazy (A. Allen, S. Russo) - 3:26
5. Calling The Maker (A. Allen, M. Raylo, T. Dicandia) - 4:04
6. Santeria (G. Gaugh, B. Nowell, E. Wilson) - 3:25
7. Silence is Violence (A. Allen) - 3:27
8. La La Land (A. Allen, S. Russo) - 2:57
9. A Little Happiness (A. Allen, M. Ronson, J. Stanley) - 3:18
10. Lean Into Me (T. Howard) - 4:05
11. God Talks (A. Allen) - 4:56

## Medverkande
- Executive Producent: Beth Hohlier, Debroah Wineberg
- Producent: Aimee Allen, Ryan Adkins
- Mixer: Ben Rosen
- Mastered by: Robert Hadley
- Vocals: Aimee Allen
- Backup Vocals: Anne Balbo, Zanna Dibartoli, Melissa Briggs
- Gang Vocals: Chris Kelley, Devon Golder, Dustin Lloyd, Reuben Mcray, Mellissa Briggs, Ryan Adkins, David Glenn
- Bass: Wil Kenon, Ryan Adkins, Ben Rosen
- Acoustic Bass: Wil Kenon
- Guitar: Patrick Harshbarger, Ryan Gibbons
- Additional Guitar: Phillip Powers, Aimee Allen, Ben Rosen
- Drums and Cajon: Phillip Powers
- Ukulele: Ted Kirkendall
- Baritone Uke: Ryan Adkins
- Organ and piano: Michael Read
- Beat box: Travis Moore